# Старая Ляля
Ста́рая Ля́ля — посёлок в Новолялинском городском округе Свердловской области России.

## Географическое положение
Старая Ляля расположена в 42 километрах (по дороге в 71 километре) к западу от города Новой Ляли, на стрелке рек Ляли (левого притока реки Сосьвы) и реки Большой Нясьмы. В окрестностях посёлка, выше по Большой Нясьме, имеется пруд.

## История посёлка
В 1902 году астраханский купец К. П. Воробьёв купил Николае-Павдинский округ и в 1904 году построил на этом месте первый в районе лесопильный завод. Отсюда и первоначальное название посёлка — Лесопильный.

## Население
| 2002 | 2010 | 2021 |
| ---- | ---- | ---- |
| 332  | ↘260 | ↘90  |